# Février 1800

## Événements

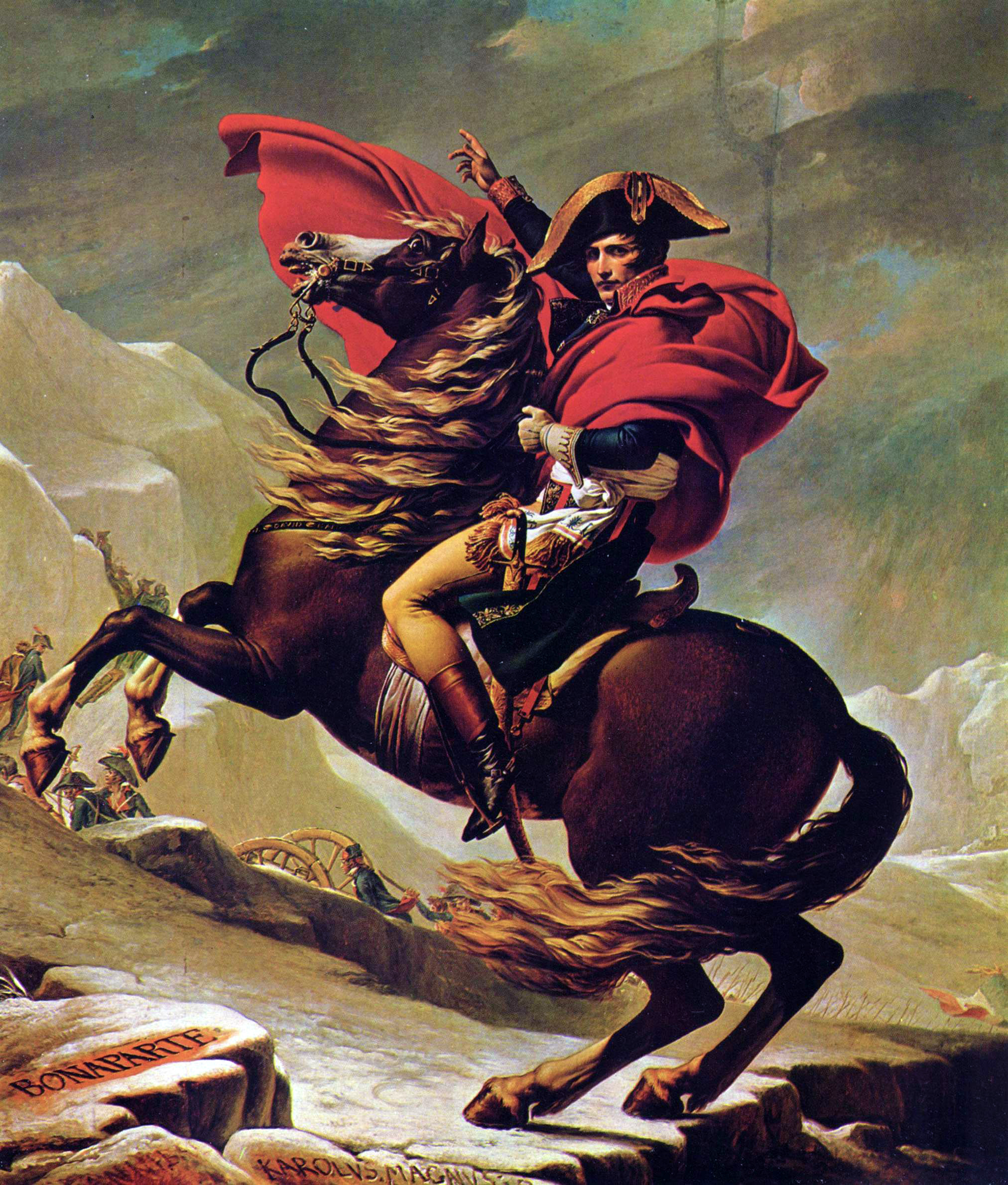
Le Premier Consul franchissant les Alpes au col du Grand-Saint-Bernard

- 1er - 2 février : combat de l'USS Constellation et de la Vengeance au large de l'île de Saint-Christophe.

- 13 février : création de la Banque de France par la réunion de plusieurs banques privées constituées en une société par action.

- 17 février, France :
  - loi du 28 pluviôse an VIII, réorganisant l’administration ; Bonaparte élargit les pouvoirs des commissaires de la République qui deviennent les préfets et sous-préfets, nommés et révoqués par le pouvoir central. Un système de tutelle administrative s’exerce sur les municipalités ; Les préfets nomment les maires et les Conseillers municipaux des villes de moins de 5 000 habitants, et le pouvoir central ceux des villes de plus de 5 000 habitants. Paris a un préfet de la Seine et un préfet de police. Un conseil général de 16 à 24 membres ; choisit sur la liste de confiance départementale par le gouvernement, a un rôle consultatif;
  - le département du Mont-Terrible est incorporé dans le Haut-Rhin.

- 18 février : défaite navale française à la bataille du convoi de Malte[1].

## Naissances
- 1er février : Brian Houghton Hodgson (mort en 1894), administrateur colonial, ethnologue et naturaliste britannique.
- 4 février : Adolphe Phalipon (mort en 1867), peintre français.
- 11 février : William Henry Fox Talbot (mort en 1877), mathématicien, physicien et chimiste britannique.
- 12 février : John Edward Gray (mort en 1875), zoologiste britannique.
- 23 février : William Jardine (mort en 1874), naturaliste écossais.
- 25 février : Theodor Panofka (mort en 1858), archéologue allemand.